# Tynaarlo

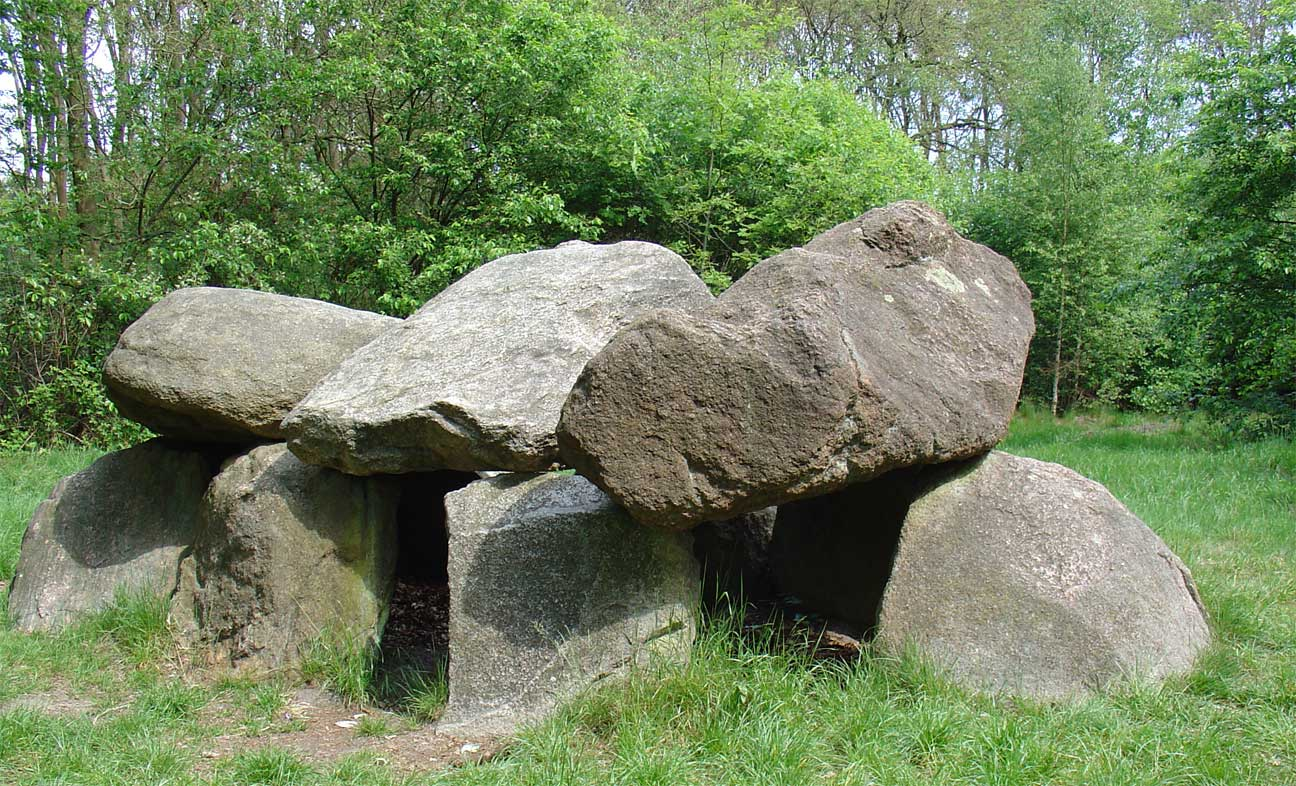
Stendös i Tynaarlo.

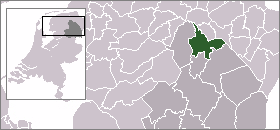

Tynaarlo är en kommun i provinsen Drenthe i Nederländerna. Kommunens totala area är 147,65 km² (där 3,93 km² är vatten) och invånarantalet är på 31 975 invånare (2006).